# Hawaii State Open
Het Hawaii State Open is een golftoernooi op Hawaï sinds 1974.
Het Sony Open in Hawaii werd na 1965 onderdeel van de Amerikaanse PGA Tour, hetgeen een commercieel succes was, maar om daaraan mee te doen moest je lid zijn van de Amerikaanse Tour. Er ontstond dus de behoefte in Hawaï weer een eigen toernooi te hebben voor de lokale professionals en amateurs. Zo ontstond het Hawaii State Open. De winnaar ontvangt de Ted Makalena  trofee, vernoemd naar de eerste speler uit Hawaï die een toernooi won op de Amerikaanse Tour: het Hawaiian Open van 1966.
In 1976 werd het toernooi opengesteld voor dames en in 1989 ook voor senioren. Sinds 1987 bestaat het toernooi uit drie rondes, voordien speelden de heren vier rondes. Michelle Wie was in 2002 de eerste vrouw die een lagere score binnenbracht dan de heren, in 2011 was de score van Katie Kempter drie slagen lager dan de score van Samuel Cyr.

## Winnaars
| Jaar | Winnaar              | Score | Amateur                        | Score   | Winnares            | Score | Sr winnaar         | Score |
| ---- | -------------------- | ----- | ------------------------------ | ------- | ------------------- | ----- | ------------------ | ----- |
| 1974 | Dan Nishimoto (Am)   | 273   | Dan Nishimoto                  | 273     |                     |       |                    |       |
| 1975 | Allan Yamamoto (Am)  | 277   | Allan Yamamoto                 | 277     |                     |       |                    |       |
| 1976 | Lance Suzuki         | 274   | Allan Yamamoto Keith Kollmeyer | 287 287 | Althea Tome         | 234   |                    |       |
| 1977 | Steve Veriato        | 276   | Wendell Kop                    | 285     | Lori Castillo       | 226   |                    |       |
| 1978 | Steve Veriato        | 280   | Ken Miyaoka David Ishii        | 285     | Althea Tome         | 233   |                    |       |
| 1979 | Scott Simpson        | 274   | Clyde Rego                     | 281     | Althea Tome         | 222   |                    |       |
| 1980 | David Ishii          | 275   | Chuck Davis                    | 281     | Jeannette Kerr      | 216   |                    |       |
| 1981 | Scott Simpson        | 279   | Casey Nakama                   | 288     | Jeannette Kerr      | 223   |                    |       |
| 1982 | Wendell Tom (Am)     | 283   | Wendell Tom                    | 283     | Brenda Rego         | 229   |                    |       |
| 1983 | Clyde Rego           | 275   | Brandan Kop                    | 286     | Lori Castillo       | 222   |                    |       |
| 1984 | David Ishii          | 284   | Brian Sasada                   | 297     | Susan Sanders       | 239   |                    |       |
| 1985 | David Ishii          | 283   | Ken Fujii                      | 293     | Nadia Ste.-Marie    | 231   |                    |       |
| 1986 | Lance Suzuki         | 279   | Dean Prince                    | 285     | Susan Sanders       | 225   |                    |       |
| 1987 | Casey Nakama         | 209   | Scott Head Shane Abe           | 216 216 | Lenore Muraoka      | 232   |                    |       |
| 1988 | Lance Suzuki         | 212   | Daryl Inaba Les Uyehara        | 218     | Pan Kometani        | 230   |                    |       |
| 1989 | Chuck Davis          | 198   | Wendell Kop                    | ?       | Pam Kometani        | 222   | Jim McKeigan       | ?     |
| 1990 | Dick McClean         | 207   | Les Uyehara                    | 209     | Susie Berning       | 211   | Val Beatriz        | 213   |
| 1991 | Dick McClean         | ?     | =                              | =       | Lori West           | ?     |                    |       |
| 1992 | Lance Suzuki         | 208   | Phil Anamizu                   | 211     | Lori West           | 218   |                    |       |
| 1993 | Scott Simpson        |       | =                              | =       | Lori Planos         | ?     |                    |       |
| 1994 | Scott Simpson        | 216   | Damien Jamila                  | 221     | Lori Planos         | 159   |                    |       |
| 1995 | Ken Springer         | 211   | Jay Kurisu                     | 222     | Lori Planos         | 149   |                    |       |
| 1996 | Deron Doi            | 213   | Jonathan Ota                   | 220     | Camie Hoshino       | 222   | Dean Prince        | 222   |
| 1997 | Brian Sasada         | 208   | Jim Seki Jr                    | 220     | Camie Hoshino       | 216   | Dean Prince        | 215   |
| 1998 | Greg Meyer           | 212   | Jonathan Ota                   | 221     | Christel Tomori     | 223   | Dean Prince        | 218   |
| 1999 | Kevin Hayashi        | 205   | Van Wright                     | 214     | Christel Tomori     | 209   | Dean Prince        | 209   |
| 2000 | Kevin Hayashi        | 207   | Ryan Koshi                     | 218     | Christel Tomori     | 218   | Dean Prince        | 216   |
| 2001 | Kevin Hayashi        | 212   | Casey Kobashigawa              | 219     | Sally Soranaka (Am) | 228   | Dean Prince        | 212   |
| 2002 | Tom Eubank           | 209   | Ryan Koshi                     | 220     | Michelle Wie (Am)   | 208   | Dan Nishimoto      | 219   |
| 2003 | Kris Moe             | 222   | Mike Kim                       | 229     | Stephanie Kono (Am) | 238   | George Newbeck     | 222   |
| 2004 | Chad Saladin         | 207   | Matt Kodama                    | 212     | Lisa Chang          | 217   | Larry Stubblefield | 219   |
| 2005 | Jarett Hamamoto (Am) | 212   | Jarett Hamamoto                | 212     | Christine Kim (Am)  | 227   | Dean Prince        | 215   |
| 2006 | Tom Eubank           | 210   | Sean Maekawa                   | 214     | Cyd Okino (Am)      | 220   | Leland Lindsay     | 214   |
| 2007 | Dean Wilson          | 207   | Bradley Shigezawa              | 210     | Cyd Okino (Am)      | 220   | Larry Stubblefield | 217   |
| 2008 | Nick Mason           | 135   | Lorens Chan                    | 139     | Cyd Okino (Am)      | 144   | Leland Lindsay     | 135   |
| 2009 | Jesse Mueller        | 197   | David Fink                     | 207     | Katie Kempter       | 220   | Kirk Nelson        | 206   |
| 2010 | Tadd Fujikawa        | 204   | Sean Maekawa                   | 208     | Ji Soo Park (Am)    | 214   | David Ishii        | 206   |
| 2011 | Samuel Cyr           | 207   | Nick Sherwood                  | 215     | Katie Kempter       | 204   | David Ishii        | 210   |